# 台风泰培 (1979年)
颱風泰培為1979年太平洋颱風季第19個被命名的風暴，是全球有紀錄以來最強的熱帶氣旋。10月12日，聯合颱風警報中心評定泰培的接近中心最高持續風速為每小時305公里，海平面氣壓為870毫巴（百帕，25.69英寸汞柱），是全球有紀錄以來中心氣壓最低的熱帶氣旋，而這紀錄至今仍未打破；泰培的風圈直徑長達2,200公里，亦是全球有紀錄以來覆蓋範圍最大的熱帶氣旋。
美國空軍氣象局先後60次派出偵察機前往泰培中心進行探測，因此成為近距離觀測次數最多的熱帶氣旋之一。美國海軍陸戰隊在日本神奈川縣的軍營因泰培的影響而發生火災，導致13人遇難，68人受影響。日本其他地區亦受泰培影響而發生水災，導致42人喪生，許多船隻沉没，並至少造成44人死亡或失蹤。

## 气象历史
1979年10月，从菲律宾一直延伸到马绍尔群岛的季风槽内发展出3股环流。其中位于关岛西南方向的一股扰动天气于10月3日发展成热带风暴罗杰，当天晚上，澎贝岛以南洋面形成另一股热带扰动，这股热带扰动之后发展成台风泰培。赤道周围大片海域产生的强烈外流都被卷入罗杰的环流，所以澎贝岛以南海域形成的扰动一度无法得到显著发展。虽然外界气流格局不利，但这片扰动在向西移动期间还是逐渐组织起来，只是由于受热带风暴罗杰的大规模环流影响导致移动方向变化不定，缓慢以环状路径到达楚克州东南方向洋面。10月4日晚，飞入系统的飓风猎人侦察机确认其中存在闭合下层环流，10月5日清晨，联合台风警报中心发布针对第二十三号热带低压的首份警报。
热带低压在逼近楚克州期间增强成热带风暴泰培，但其组织结构由于受到热带风暴罗杰的影响而无法得到显著改善。从侦察机获得的数据可以追踪气旋表面环流的移动轨迹，通过卫星图像估算的风暴中心位置距其实际方位相差约60公里。继续飘忽不定地移动数天后，泰培于10月8日开始稳步朝西北方向前进。热带风暴罗杰这时已转变成温带气旋，所以南向气流开始卷入泰培。这时还有上层热带低压槽移动到关岛以北，从泰培北面提供非常有利于发展的外流通道。气象部门起初预计气旋会继续向西北方向移动并登陆关岛，但系统实际上于10月9日清晨转向西进，从该岛以南约45公里海域掠过。这天晚上，泰培达到台风强度。

由于外界环境非常有利，台风泰培在西太平洋开放海域得以快速增强。10月10日晚，其强度已经达到萨菲尔-辛普森飓风等级下的四级标准，并于次日成为超級台风。10月9至11日，泰培的中心气压下降了92毫巴（百帕，2.72英寸汞柱），并且环流直径达到创纪录的2220公里。台风还在继续强化，10月12日清晨侦察机测得的气压低至870毫巴（百帕，25.69英寸汞柱），创下世界历史上的热带气旋新低，风速则高达每小时305公里，其时系统中心位于关岛西北偏西方向约840公里。日本气象厅提供的数据认为泰培达到最高强度时的十分钟持续风速为每小时260公里。台风处于最高强度时，其风眼约有15公里宽。

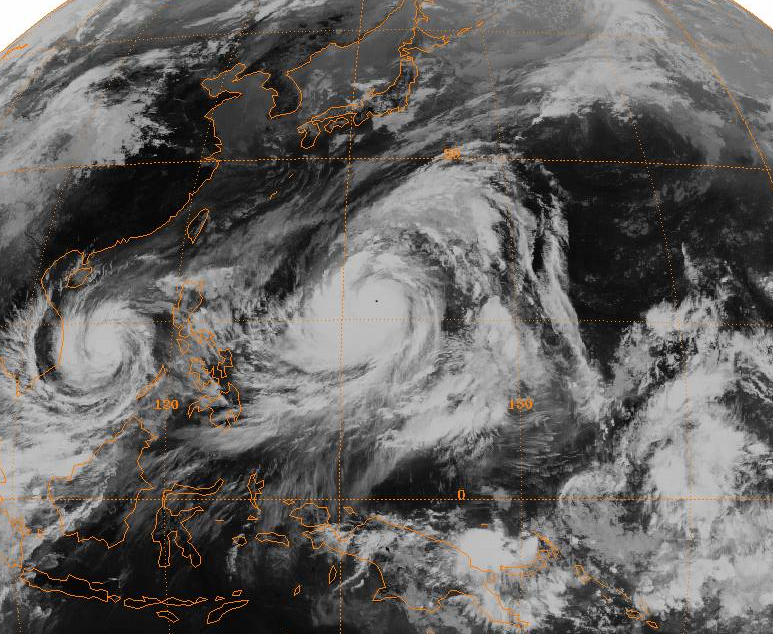
这张全球衛星圖像中部可以看到即将达到最高强度的台风泰培，其左侧是袭击越南中部的台风莎拉。

接下来，泰培的风力时速降至230公里，这一强度在系统继续向西北偏西方向移动的过程中保持了数日之久。达到最高强度过后的5天里，台风外围风速在每小时55公里以上的风场范围平均半径仍然超过1100公里。10月17日，风暴开始逐渐减弱，覆盖范围也随之缩小，并于次日因受中层低压槽的影响转向东北。气旋从冲绳县以东约65公里海域经过，然后前进速度提高到每小时75公里。10月19日，泰培以风力时速130公里强度登陆日本本州，并继续向东北方向快速穿越该国，登岸仅数小时后就在本州北部上空转变成温带气旋。泰培的温带残留继续朝东北前进并逐渐弱化，于10月22日穿越国际日期变更线，气象部门是在距阿拉斯加州不远的阿留申群岛附近洋面最后一次监测到其踪影。
| 排名 | 熱帶氣旋 | 名稱（英文） | 登陸時間（UTC+8）       | 登陸地點                   |
| ---- | -------- | ------------ | ----------------------- | -------------------------- |
| 1    | 比芝     | Page         | 1990年11月30日 13時     | 和歌山縣西牟婁郡白濱町以南 |
| 2    | 黛娜     | Dinah        | 1967年10月28日 2時30分  | 愛知縣南部                 |
| 3    | 蘭恩     | Lan          | 2017年10月23日 2時      | 靜岡縣掛川市附近           |
| 4    | 蠍虎     | Tokage       | 2004年10月20日 12時     | 高知縣土佐清水市附近       |
| 5    | 奧蓓     | Opal         | 1955年10月20日 11時     | 和歌山縣田邊市附近         |
| 6    | 泰培     | Tip          | 1979年10月19日 8時30分  | 和歌山縣西牟婁郡白濱町附近 |
| 7    | 謝柏     | Zeb          | 1998年10月17日 15時30分 | 鹿兒島縣枕崎市附近         |
| 8    | 凱利     | Kelly        | 1987年10月16日 23時     | 高知縣室戶市附近           |
| 9    | 露芙     | Ruth         | 1951年10月14日 18時     | 鹿兒島縣市來串木野市附近   |
| 10   | 黃蜂     | Vongfong     | 2014年10月13日 7時30分  | 鹿兒島縣枕崎市附近         |

## 影响
泰培存在早期产生大量降水，安德森空军基地在台风经过关岛附近洋面期间的总计降雨量高达2310毫米。风暴大规模环流的外围雨带给菲律宾吕宋岛山区带来中等程度降水。
台风产生的暴雨引发洪水，突破了美国海军陆战队位于横须贺市附近训练设施富士营的防洪墙，营地内的海军陆战队员进入山上的木屋躲避，但屋内还设有油库，由于受到洪水的影响，两只橡胶储油囊的软管出现破损并脱落，导致大量燃油泄露并流到山下，被其中一间木屋配备的暖气设备引燃，这场火灾夺走了13名海军陆战队员的生命，另有68人受伤，营地的兵营毁于一旦，还有包括15间木屋在内的其他多所建筑物被毁。兵营之后得以重建，还为所有在火灾中丧生的军人建有纪念场所。
台风泰培从冲绳以东约65公里海域掠过，当地持续风速约每小时72公里，阵风时速达到112公里。日本的持续风速缺乏数据纪录，估计应该处在台风强度的最低标准。该国的农业和渔业因这场台风过境而遭受了数百万美元的损失。有8艘船搁浅或沉没，44名渔夫遇难或失踪；一艘中国货轮因遭遇台风而断成两截，幸运的是其上46名船员均顺利获救。暴雨在日本各地山区引发了600余起泥石流，超过2.2万套民居被洪水淹没，导致42人死亡，另有71人失踪，283人受伤。有70处河堤决口，27座桥梁和约105处堤防被毁。风暴过去后，至少有1.1万人流离失所。泰培摧毁了包括苹果、大米和桃在内的多种作物，还有5艘船只因海况恶劣沉没，首都东京都有多幢50层高的建筑物在大风之下左右摇晃。日本交通也受到严重影响，有200次列车和160架次国内航班取消。有报道称，泰培是13年来吹袭日本的最强风暴。

## 紀錄和數據
| 排名                                            | 颱風   | 年份 | 氣壓 | 氣壓     |
| 排名                                            | 颱風   | 年份 | 百帕 | 英寸汞柱 |
| ----------------------------------------------- | ------ | ---- | ---- | -------- |
| 1                                               | 泰培   | 1979 | 870  | 25.69    |
| 2                                               | 娜拉   | 1973 | 875  | 25.84    |
| 2                                               | 琴茵   | 1975 | 875  | 25.84    |
| 4                                               | 艾達   | 1958 | 877  | 25.9     |
| 5                                               | 吉蒂   | 1966 | 880  | 25.99    |
| 5                                               | 麗妲   | 1978 | 880  | 25.99    |
| 5                                               | 雲妮莎 | 1984 | 880  | 25.99    |
| 8                                               | 蓮娜   | 1953 | 885  | 26.13    |
| 8                                               | 瓊安   | 1959 | 885  | 26.13    |
| 8                                               | 艾瑪   | 1971 | 885  | 26.13    |
| 8                                               | 佛瑞特 | 1983 | 885  | 26.13    |
| 8                                               | 鮎魚   | 2010 | 885  | 26.13    |
| 来源：日本气象厅北太平洋台风 最佳路径分析数据。 |        |      |      |          |

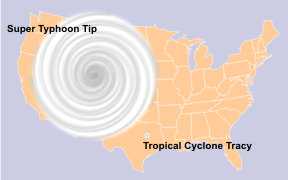
颱風泰培（左上）和強烈熱帶氣旋崔西（中下，全球有紀錄以來覆蓋範圍最小的熱帶氣旋之一）與美國本土的尺寸對比

泰培是全球有紀錄以來覆蓋範圍最大的熱帶氣旋，風圈直徑長達2220公里，打破了1951年颱風瑪芝的1130公里，泰培的覆蓋面積為美國本土的一半。根據日本氣象廳的紀錄，泰培的10分鐘平均風速達140節（每小時260公里），一度是10分鐘平均風速最高紀錄的保持者，該紀錄直至2016年才被氣旋温斯頓所打破。
泰培的中心氣壓為870毫巴（百帕，25.69英寸汞柱），是全球有紀錄以來氣壓最低及最強的熱帶氣旋，其中心氣壓更低於2015年颶風派翠莎的872毫巴（百帕，25.75英寸汞柱）。雖然泰培部份創下的紀錄至今仍然未被打破，但仍有學者對泰培的最強熱帶氣旋稱號提出質疑；3位學者通過研究1992年颱風蓋伊和1995年颱風安琪拉的數據，並透過德沃夏克分析法發現所得出的讀數均高於泰培，因此該兩個熱帶氣旋均有可能比泰培要強。此外，近期有一些熱帶氣旋均有可能強於泰培，例如通過衛星雲圖估算，2013年颱風海燕的中心氣壓有可能低至858毫巴（百帕，25.34英寸汞柱），但由於缺乏實測數據，因此無法得出結論。泰培造成嚴重傷亡及經濟損失，卻並未因此而除名，其後更在1983年、1986年和1989年再度使用。